# Буря в склянці води
Буря в склянці води (фр. C'est une tempête dans un verre d'eau) — велике хвилювання з незначного приводу; прислів'я, вказує на перебільшення подій через незначну причину чи привід.
Так, за словами Оноре де Бальзака (в романі «Турський священик»), відгукнувся французький філософ і письменник Монтеск'є щодо політичного сум'яття в крихітній європейської республіці Сан-Марино.
Першоджерело цієї фрази — латинська приказка «Excitare fluctus in simpulo» («Підняти бурю в ковші»).
Цицерон, можливо, попередник сучасних виразів, в першому столітті до нашої ери, в його «de Legibus» (Про закони), III, 16, 36, використовував подібну фразу на латині: «Excitabat enim fluctus in simpulo uт dicitur Gratidius» («Гратідій підняв, як то кажуть, бурю в ковші»).

## Інші мови
Аналогічна фраза існує в багатьох інших мовах:
- Англійська: Tempest in a teapot (буря в чайнику)
- Арабська: زوبعة في فنجان (буря в чашці)
- Болгарська: Буря в чаша вода (буря в склянці води)
- Грецька: πνιγόμαστε σε μια κουταλιά νερό (тонути в ложці води)
- Есперанто: Granda frakaso en malgranda glaso (великий шторм в невеликій склянці)
- Естонська: Torm veeklaasis (буря в склянці води)
- Іврит: סערה בכוס תה Се'ара бекос те (буря в чашці чаю)
- Ісландська: Stormur í vatnsglasi (буря в склянці води)
- Іспанська: Una tormenta en un vaso de agua (буря в склянці води)
- Італійська: annegare in un bicchiere d'acqua (тонути в склянці води)
- Китайська: 茶杯裡的風波 (вітри і хвилі у чашці чаю)
- Латинська: Excitare fluctus in simpulo (мішати хвилі в ковші)
- Латвійська: vētra ūdens glāzē (буря в чашці чаю)
- Литовська: Audra stiklinėje (буря в склянці)
- Нідерландська: Storm in een glas water (буря в склянці води)
- Німецька: ein Sturm im Wasserglas (буря в склянці води)
- Норвезька: Storm í et vannglass (буря в склянці води)
- Польська: Burza w szklance wody (буря в склянці води)
- Португальська: Tempestade em copo d'água / Uma tempesta num copo d'água (шторм в склянці води / буря в склянці води)
- Румунська: Furtună într-un pahar cu apă (буря в склянці води)
- Російська: Буря в стакане burya v stakane (буря в склянці)
- Телуґу: Tea kappu lo thufaanu (буря в чашці чаю)
- Турецька: Bir kaşık suda fırtına (буря в ложці води)
- Угорська: Vihar a biliben (шторм в горщику)
- Фінська: Myrsky vesilasissa (буря в склянці води)
- Французька: une tempête dans un verre d'eau (буря в склянці води)
- Чеська: Bouře ve sklenici vody (буря в склянці води)
- Шведська: Storm i ett vattenglas (буря в склянці води)
- Японська: コップの中の嵐 Коппу но нака но араші (буря в склянці води)